# Dermatofibrom

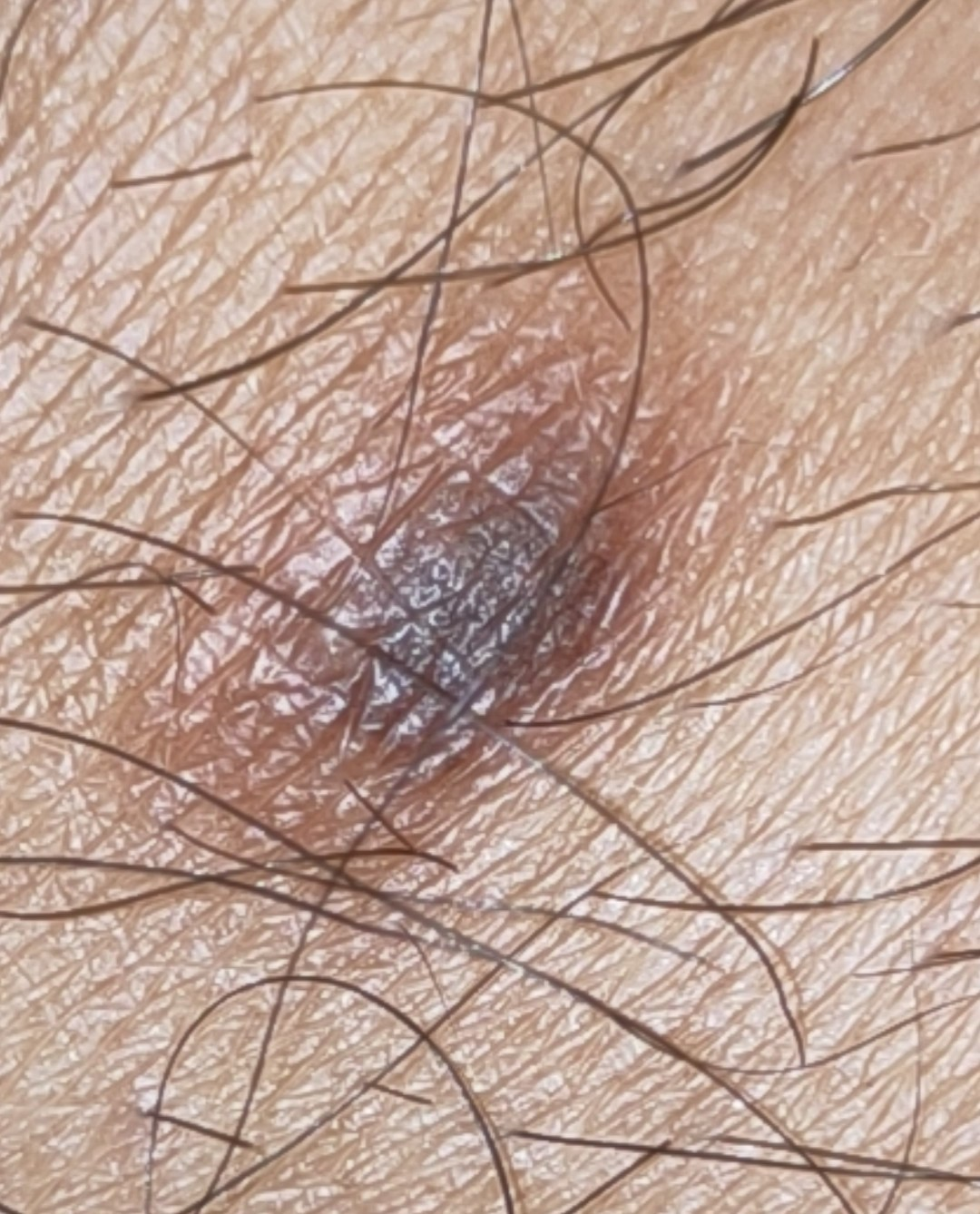

Ein Dermatofibrom (Syn.: kutanes fibröses Histiozytom, Fibroma simplex, Fibroma durum, hartes Fibrom) ist ein häufig vorkommender  gutartiger Tumor der Haut (Dermis). Die kleine, bis zu einem Zentimeter durchmessende Hautwucherung tritt vorzugshalber an Armen und Beinen sowie am Rumpf auf. Sie besteht aus Ansammlungen von Bindegewebszellen (Fibrohistiocyten) mit dazwischengelagerten Kollagenfaserbündeln (siehe Kollagen).

## Prädilektionsstellen
Dermatofibrome können auf jedem Teil der Haut des Körpers auftreten, bevorzugen jedoch die Extremitäten, wobei die Beine häufiger als die Arme betroffen sind. Dermatofibrome der Handflächen und Fußsohlen sind in der wissenschaftlichen Literatur beschrieben, gelten aber als Rarität.

## Alters- und Geschlechtsverteilung
Dermatofibrome können in jeder Lebensphase auftreten, werden aber häufiger bei jungen Erwachsenen gefunden. Frauen sind etwas häufiger betroffen als Männer.

## Aussehen
Dermatofibrome sind zumeist kleine, runde, nicht schmerzhafte Knoten von derber Konsistenz. Die Größe dieser Tumoren liegt meist unter einem Zentimeter. Sehr „zellreiche“ Dermatofibrome und insbesondere die angiomatoide Variante des Dermatofibroms können Größen von mehreren Zentimetern erreichen. Dermatofibrome sind von meist graurötlicher oder hellbrauner, selten dunkelbrauner Farbe, je nach dem Gehalt an Blutgefäßen, Lipiden, Hämosiderin und anderen Pigmenten aber auch blaurot oder gelblich sein.

## Histologie
Histologisch bestehen Dermatofibrome aus Proliferaten fibrohistiocytärer Zellen mit dazwischengelagerten Kollagenfaserbündeln, die scherengitterartig ineinander verflochten sind. Der Tumor liegt meist ausschließlich in der Dermis, kann aber auch in die darunterliegende Subkutis vorwachsen. Dermatofibrome besitzen keine Kapsel und sind unscharf gegen das benachbarte dermale Bindegewebe abgegrenzt. Ein typisches Merkmal von Dermatofibromen besteht darin, dass sich die Kollagenfaserbündel im Randbereich der Läsion allmählich im normalen dermalen Bindewebe „verlieren“. Zum deckenden Plattenepithel der Haut ist der Tumor durch eine schmale sogenannte „Grenzzone“ getrennt. In fast zwei Drittel der Fälle ist das deckende Plattenepithel der Haut akanthotisch verbreitert und zeigt eine lentiginöse Melaninpigmentation.
Das morphologische Bild von Dermatofibromen variiert nach dem Gehalt an Kollagenfasern, fibrohistiozytären Zellen, Pigment, Lipiden und Blutgefäßen.

## Differentialdiagnose
Die histologische Diagnose eines konventionellen Dermatofibroms ist für den Geübten in der Regel einfach. Schwierigkeiten bereitet gelegentlich die Abgrenzung zum sehr seltenen Dermatofibrosarcoma protuberans.

## Therapie
Aus medizinischer Sicht besteht keine unmittelbare Behandlungsindikation. Auf Wunsch des Patienten, beispielsweise aus kosmetischen Überlegungen, besteht die Therapie des Dermatofibroms aus der einfachen chirurgischen Entfernung. Nach lokaler Entfernung rezidivieren fünf Prozent der Dermatofibrome.